# Zanthoxylum nitidum
Espèce
Statut de conservation UICN

LC : Préoccupation mineure
Zanthoxylum nitidum  est une espèce de plantes à fleurs de la famille des Rutaceae (la famille des agrumes). C'est un arbuste présent en Asie du Sud-Est et en Océanie. Il est surnommé "shiny-leaf prickly-ash" en anglais et liang mian zhen (两面针) en chinois.

## Description
Il s'agit d'un arbuste dressé ou grimpant. Le tronc et les branches sont épineux. Les feuilles sont pennées, mesurent entre 10 et 34 cm de long et comportent entre 5 et 9 folioles. Les fleurs forment des grappes ou des panicules situées à l'aisselle des feuilles ou à l'extrémité des branches. Elles comportent quatre pétales blancs ou jaune pâle et sont soit mâles, soit femelles. La plante est dioïque mais certains spécimens sont monoïque. La floraison a lieu de septembre à octobre. Le fruit est plus ou moins sphérique, rouge ou brun, et mesure  entre 5 et 7 mm de long.

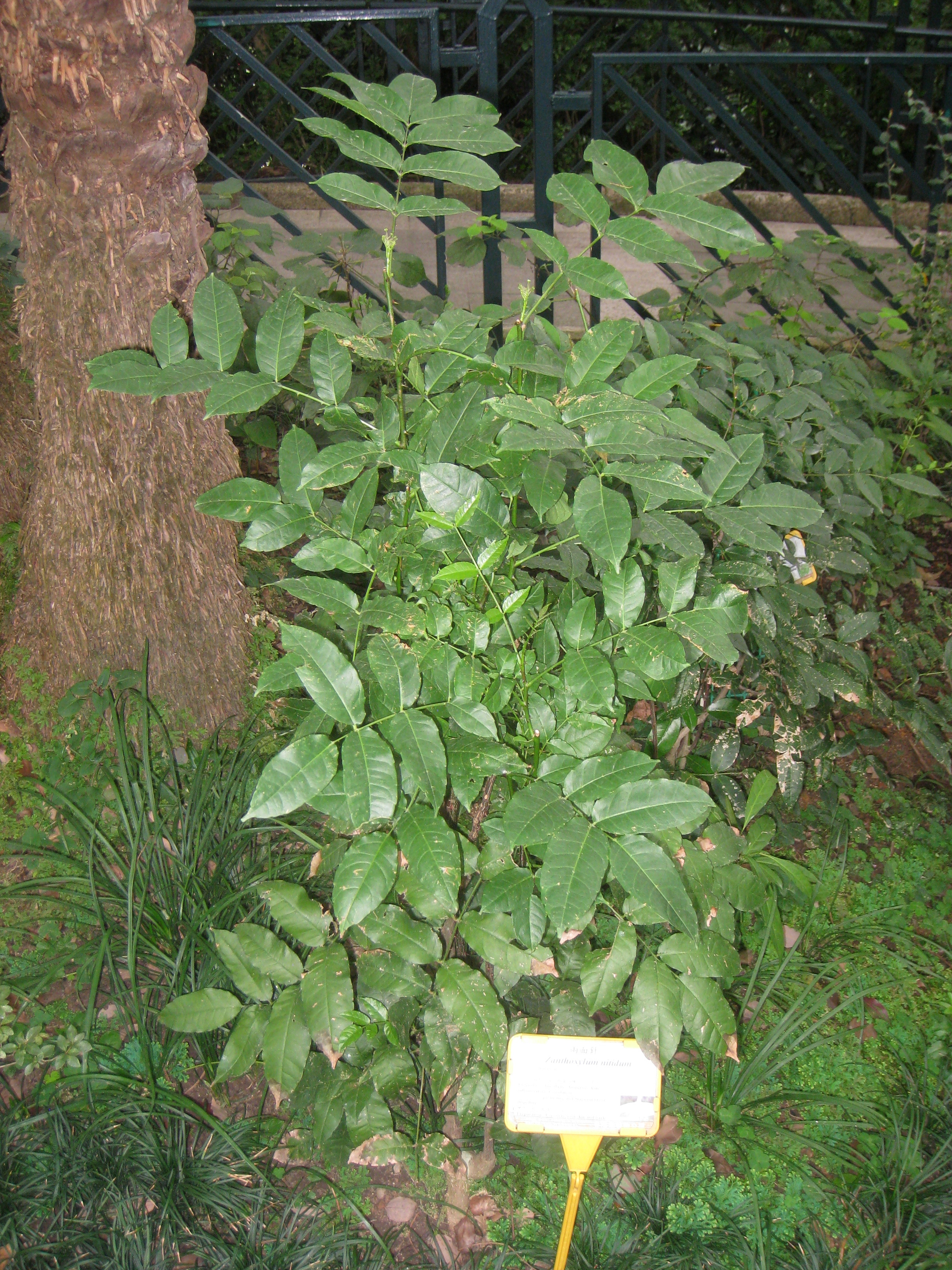
Zanthoxylum nitidum, forme dressée.
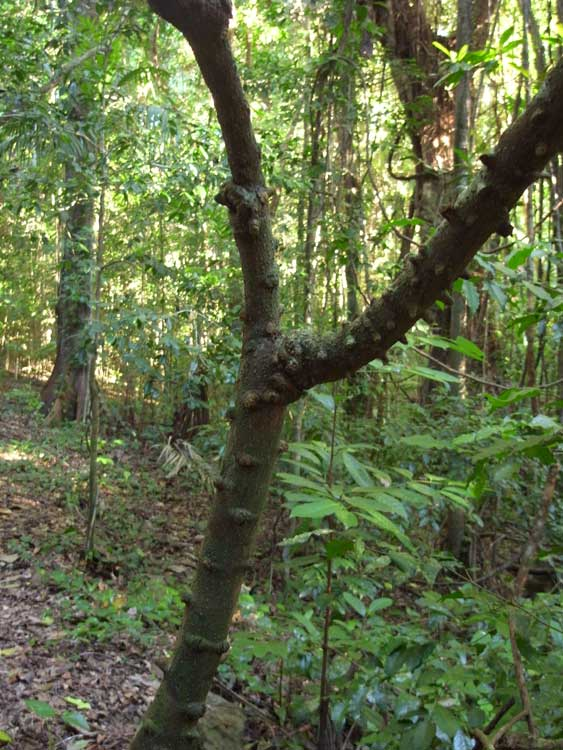
Tronc.
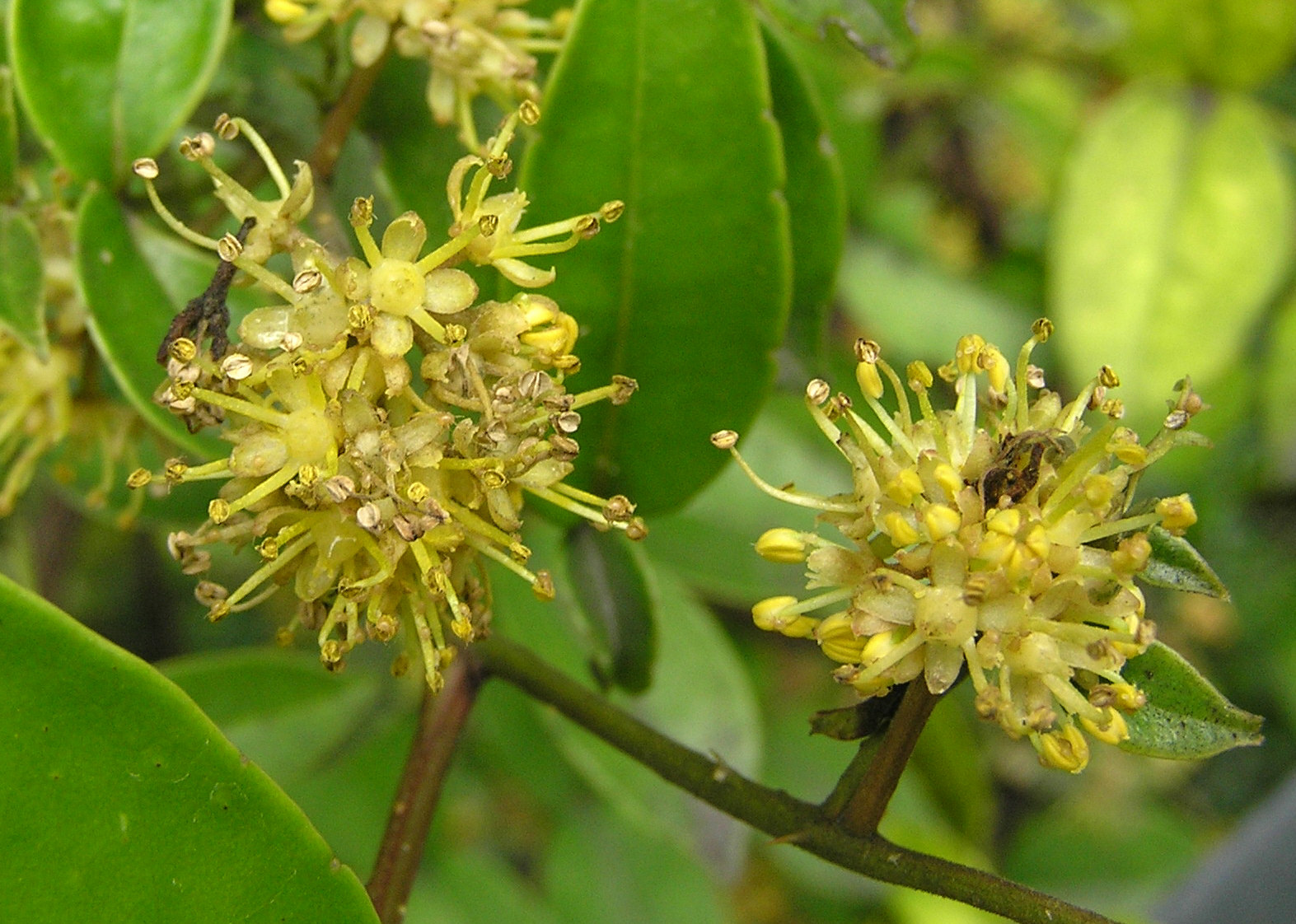
Fleurs.

## Systématique
L'espèce a été décrite par le naturaliste anglais William Roxburgh puis reclassée dans le genre Zanthoxylum par le botaniste suisse Augustin Pyrame de Candolle en 1824.

### Synonymes
- Zanthoxylum hamiltonianum Wall.
- Zanthoxylum torvum F.Muell
- Fagara nitida Roxb.

## Écologie
Zanthoxylum nitidum vit principalement dans des régions au climat tropical mais on le trouve aussi dans des régions subtropicales. L'espèce est présente en Inde, dans l'Himalaya, en Indochine, en Chine, à Taïwan, dans les îles Ryukyu, dans la région Indo-pacifique, en Nouvelle-Guinée et dans le nord de l'Australie. La plante pousse dans les forêts tropicales humides et dans les taillis, jusqu'à 1400 m d'altitude.

## Utilisation
Zanthoxylum nitidum est utilisé comme insecticide et piscicide.
En Inde et au Népal, les fruits servent de condiments. Cependant les racines, les feuilles et les fruits sont toxiques, 40g de feuilles fraiches constituant déjà une dose létale. L'empoisonnement provoque vertiges, vomissures et diarrhée. 
La plante est utilisée en médecine traditionnelle, après préparation: la racine est anodyne, antiphlogistique, carminative, dépurative, emmenagogue et fébrifuge. Elle est utilisée en décoction ou en macération alcoolique dans le traitement contre la fièvre, les rhumatismes, les maux de dents, les maux d'estomac et contre les furoncles.
Une décoction à base de branches feuillues est considérée comme rafraichissante, désinfectante et antitussive. La résine tirée du bois, en particulier celle des racines, est puissamment stimulante et tonique. Le fruit est considéré comme anthelmique, astringent, carminatif, diaphorique, fébrifuge, stomachique et comme un stimulant aromatique. Pris sous forme de décoction ou de poudre il est prescrit pour soigner les problèmes digestifs.
La plante est utilisée en Chine pour faire des haies et le bois sert également à fabriquer des tuyaux de pipe.